# Podprefektura Ōshima (Tokio)
Podprefektura Ōshima (jap. 大島支庁 Ōshima-shichō) – podprefektura w Japonii, w prefekturze metropolitarnej Tokio. Ma powierzchnię 141,01 km². W 2020 r. mieszkało w niej 11 729 osób, w 5 877 gospodarstwach domowych  (w 2010 r. 13 563 osoby, w 6 332 gospodarstwach domowych).
W skład podprefektury wchodzą miasta i wioski:
- Ōshima
- Toshima
- Niijima
- Kōzushima